# Luciano Floridi
Luciano Floridi (né à Rome le 16 novembre 1964) est un philosophe et un universitaire italien contemporain.
Floridi s'est fait connaître comme l'un des plus importants théoriciens de la philosophie de l'information et éthique de l'informatique, reconnu comme une autorité dans le domaine de la philosophie sur Internet.
Il est le fondateur et le director de l'IEG, un groupe de recherche interdépartemental sur la philosophie de l'information à l'université d'Oxford, ainsi que du GPI, le groupe de recherche en philosophie de l'information à l'université du Hertfordshire. Il est également le créateur du journal en ligne italien SWIF (Site Web Italiano per la Filosofia), destiné à l'étude de la philosophie (1995-2008).

## Biographie

### Formation
Floridi étudie d'abord à l'université de Rome « La Sapienza » et en sort diplômé d'un baccalauréat en philosophie en 1988. Il obtient par la suite une maîtrise et un doctorat en philosophie à l'université de Warwick. Au cours de son doctorat, il travaille avec Susan Haack, puis avec Michael Dummett comme étudiant post-gradué à l'université d'Oxford.
Au cours de ses années d'études, Floridi cherche à établir une méthode d'approche pour des problèmes philosophiques contemporains. Il se penche sur le pragmatisme philosophique, et étudie des problématiques liées à l'épistémologie et la philosophie de l'information.

### Carrière
De 2002 à 2008, Luciano Floridi  enseigne comme professeur associé de logique et d’épistémologie au département de philosophie de l'université de Bari. Par la suite, il travaille à l'université du Hertfordshire, où il obtient la chaire de recherche de l'UNESCO en éthique de l'information et informatique entre 2008 et 2013. Il est maintenant professeur en éthique et philosophie à l'université d'Oxford.
Mi-juillet 2014, il est nommé par Google au sein d'un comité consultatif de dix experts, qui est chargé de rédiger un rapport avec des recommandations afin d'appliquer la mesure du « droit à l'oubli ».

## Philosophie
Dans la préface de Philosophy and Computing, publié en 1999, Floridi écrit que son travail est destiné aux étudiants en philosophie qui ont besoin de vocabulaire informatique afin de pouvoir utiliser les ordinateurs de façon efficace, comprendre et accéder efficacement à l'information à l'ère numérique. De là est apparue une nouvelle branche de la philosophie de l'information qui est devenue l'intérêt de recherche principal de Floridi.
Dans son livre The 4th Revolution: How the Infosphere is Reshaping Human Reality, Floridi présente l'arrivée de l'ère numérique comme une révolution humaine qui redéfinit le concept d'humanité de manière aussi importante que les Révolutions engendrées par Copernic, Darwin et Freud. L'être humain serait désormais avant tout défini par sa capacité à générer et à diffuser des informations.
Floridi travaille donc sur le développement d'une philosophie de l'information, tout particulièrement en rapport les récents développements des technologies de l'information et de la communication (TIC). Cette méthode tente d'étudier les principes d'émission, de transmission, de stockage et de transformation de l'information, ainsi que de les mettre en lien avec des réflexions éthiques. C'est un domaine qui touche entre autres à l'épistémologie, la métaphysique, l'informatique, la logique, la sémantique et l'éthique.
Selon Floridi, il est nécessaire d'établir une philosophie qui ne se fonde pas uniquement sur l'analyse théorique, mais qui laisse également place à la modélisation et à l'innovation afin d'avoir une perspective plus large et plus juste sur le monde actuel, teinté par le développement massif du numérique.